# Estación de Maracena
Maracena es una estación en superficie de la línea 1 del Metro de Granada. Se encuentra situada en el término municipal de Maracena, en el área metropolitana de la ciudad española de Granada.

## Situación
La estación está situada en la avenida Blas de Otero, en el centro del municipio de Maracena. Junto a Anfiteatro y Vicuña es una de las tres estaciones de la red de Metro de Granada situadas en dicho municipio, siendo la más céntrica de todas ellas.
El municipio de Maracena se sitúa a 1 km de la ciudad de Granada, siendo uno de los cuatro que cubre el sistema. La estación se sitúa a 200 metros de la plaza del ayuntamiento, entre los barrios de Centro y Viñas Rioja. 
En los inicios del proyecto la denominación original de la estación era "Blas de Otero" debido al nombre de la avenida en la que se encuentra. Sin embargo, finalmente se inauguró bajo el nombre «Maracena», al ser la principal de esta localidad.
Se trata de la última parada de la línea 1 en el municipio de Maracena en sentido Armilla, con una situación cercana al límite con Granada.

## Características y servicios
La configuración de la estación es de dos andenes laterales de 65 metros de longitud con sendas vías, una por cada sentido. La arquitectura de la estación se dispone en forma de doble marquesina a ambos lados, con un techo y elementos arquitectónicos y decorativos en acero y cristal. La estación es accesible a personas con movilidad reducida, tiene elementos arquitectónicos de accesibilidad a personas invidentes y máquinas automáticas para la compra de títulos de transporte. También dispone de paneles electrónicos de información al viajero y megafonía.

## Intermodalidad
Maracena se trata de una estación intermodal con las líneas 120, 121 y 122 de autobuses interurbanos del Consorcio de Transportes de Granada, ya que junto a ella se encuentra una parada. Estas líneas conectan a su vez con los municipios de Granada, Albolote y Atarfe.